# Opus spicatum

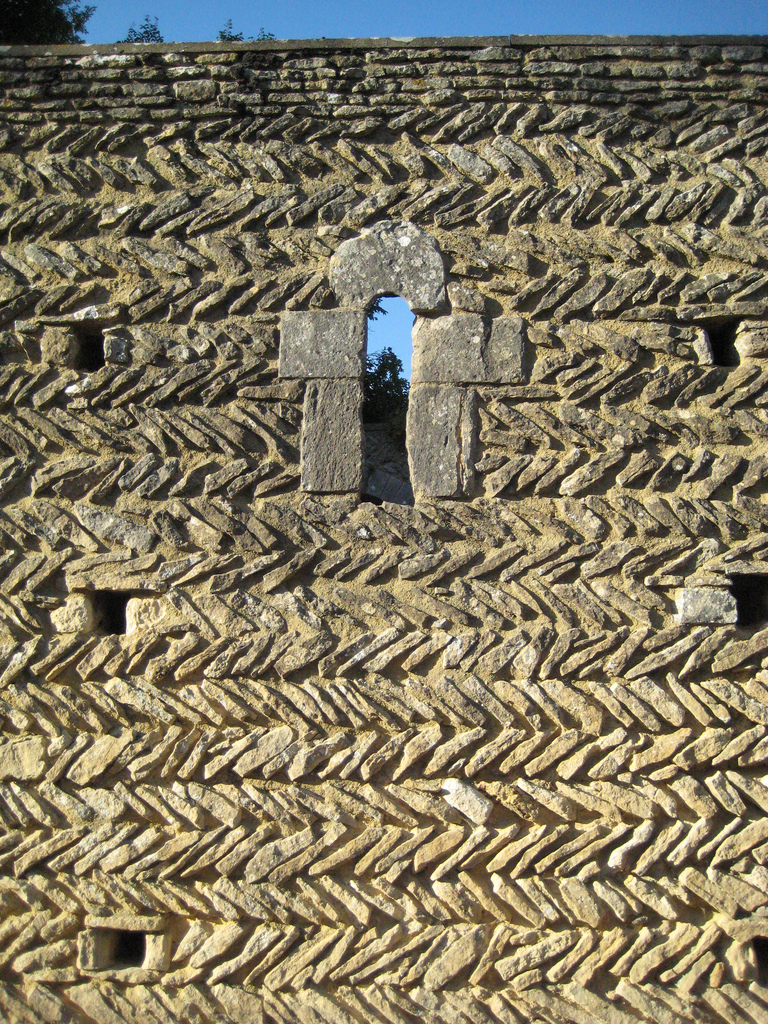
Opus spicatum

Opus spicatum – technika układania muru, stosowana od czasów rzymskich do średniowiecza, gdzie cegły, płaskie kamienie lub kamienne płytki układane są w jodełkę.